# Шайбеков, Исак
Исак Шайбеков (1880, село Чон-Кемин, Пишпекский уезд, Семиреченская область — 22 апреля 1957, Киргизская ССР) — киргизский советский акын-письменник и общественный деятель, член Союза писателей СССР (с 1938 года). Среди произведений акына больше всего внимание исследователей привлекают его стихотворения, отражающие беды киргизского народа в период восстания 1916 года. В них Исак Шайбеков описывал тяжёлую долю беглецов, рассказывал о проблемах, с которыми столкнулись киргизы по пути в Китай и возвращения на родину. Его стихотворения относят к историческим документам, которым придана стихотворная форма.

## Биография
Исак Шайбеков родился в 1880 году в селе Чон-Кемин (сейчас Каинды) нынешнего Кеминского района в бедной крестьянской семье. С четырнадцати лет зарабатывал на жизнь у богача Исманбая, а потом у муллы из Токмака Закира Халпы, у которого Исак обучился грамоте. Оставшись сиротой, Исак с 1894 до 1899 года работал по найму у разных токмакских купцов и кулаков. В десять лет Исак начал слагать песни о своей тяжёлой доле, о стране, устремлении к свободе. С 1908 года, владея арабской грамотой, он записывал свои песни на бумаге, а иногда распространял их в устной форме. Получив начальное образование в Токмаке в 1900-е годы, в дореволюционное время обучал в Кемине детей грамоте, старался содействовать молодёжи в получении образования.
Примкнув к лагерю демократического, прогрессивного направления в киргизской литературе конца XIX и начала XX века, Исак Шайбеков сделал центральными в своём творчестве мотивы борьбы киргизского народа со своими поработителями. В 1916 году в период восстания киргизского народа, Шайбеков покинул страну и, находясь в Китае, написал поэму-плач (кошок) «Мой многострадальный народ» об Уркюне (кирг. «Қайран эл»), приобретшая во время восстания широкую известность и ставшая народным произведением. Как писал Аалы Токомбаев, люди ещё в Китае знали наизусть отрывки из поэмы: «…многие кыргызы, оказавшиеся на чужбине и оставшиеся ни с чем, ходили по домам и просили подаяние, произнося отрывки из поэмы Ы. Шайбекова…». Она стала первым произведением, описывающим бедственное положение киргизов на пути в другую страну и жизни на чужбине. Произведение содержит в себе тематические повторы, реквиемные мотивы, традиционные параллелизмы. Позднее Шайбеков написал два продолжения поэмы, назвав их «Потерянный народ» (кирг. «Азган эл») и «Вернувшийся народ» (кирг. «Кайткан эл»). В итоге произведение получилось как поэтическая трилогия о судьбе народа во времена восстания.
В 1912 году написал поэму «Землетрясение» (кирг. Зилзала), где, подобно Молдо Калычу, расценивал стихийное бедствие как «ниспосланную всевышним кару за потерю веры в бога и религиозного рвения». После Октябрьской революции Исак создал ряд произведений в духе реализма о жизни киргизского народа («Большевистской партии», «Ленинское знамя», «Октябрь дал», «Чуйский канал» и другие). В 1918 году вступил в городе Пишпеке (ныне Бишкек) в ряды РСДРП(б), 14 августа этого же года стал делегатом I Семиреченского областного съезда Советов и участвовал в разгроме басмачества. В годы революции и гражданской войны стал участником борьбы с басмачами, в 1922 году был председателем Нарынского ревкома, а в 1923—1924 годах — председателем Быстровского волисполкома. Позднее Шайбеков участвовал в проведении коллективизации сельского хозяйства советского Кыргызстана. Исак Шайбеков был одним из авторов писем для В. И. Ленина и Г. И. Бройдо о бедственном положении киргизов, «в которые ввергло его хозяйничанье царских холопов, и из которых не вывела его до сих пор даже революция». Благодаря усилиям Бройдо письмо дошло до Ленина, и Правительством СССР были приняты меры поддержки и помощи киргизскому народу.
В 1936 году вышла в свет отдельным изданием его поэма «Славный народ». В 1938 году стал членом Союза советских писателей. Являлся одним из манасчи эпоса «Манас». Скончался в 1957 году. Был награждён медалью «За доблестный труд в Великой Отечественной войне 1941—1945 гг.». 

## Критика и признание
Исследователи из Института мировой литературы им. А. М. Горького полагают, что Исак Шайбеков стремился избавиться в своих произведениях от «условной метафоричности», используя образы из реальной жизни, но вместе с этим он также обращался к фольклорным традициям. Основной акцент в творчестве Шайбеков ставил на изображение созидательного труда и мира, которые отразились в его стихотворениях «Женщине свекловичнице», «Руки прочь от Кореи», «Враг горит в огне», «Мощь народа» и другие.
Литературовед Медина Богданова отмечает, что Шайбеков стал одним из выразителей наиболее прогрессивных идей в советском Кыргызстане (наряду с Токтогулом Сатылгановым, Тоголоком Молдо, Абылкасымом Джутакеевым, Токтораалы Талканбаевым и другими), способствовал развитию художественно-поэтического мышления и поэтической культуры как среди киргизов, так и среди других народов Средней Азии и Казахстана. Исследователи заметили влияние на произведения Шайбекова творчества Тоголока Молдо. У Исака тоже можно обнаружить гражданские мотивы, «отзвуки» Среднеазиатского восстания, изображение сопротивления русского пролетариата, надежды на добро и человека. Исследователи считали, что своими произведениями акын помогал современникам «добрым наставлением», и тем самым не являлся простым наблюдателем и морализатором. Акын осуждал время до Октябрьской революции — доминирование бай-манапов и царской политики. Доктор исторических наук Абдыхан Чукубаев отметил, что его поэма «Мой многострадальный народ» достоверно освещает события Среднеазитского восстания, так как автор в ней показывает, что причинами этого события являлись колониальная политика царизма и эксплуатация киргизов баями-манапами. Историк также позитивно оценил, как Шайбеков изобразил народный характер событий, бегство киргизов в Китай, однако раскритиковал автора за изображение только «народного горя» и непониманием значения восстания, обосновав это «исторической ограниченностью мировоззрения акына».
По мнению исследователей из Института мировой литературы имени А. М. Горького, Исак Шайбеков «владея письменными стихотворными формами», не считал литературный труд «своим призванием, смыслом жизни», но при этом являлся одним из видных представителей рукописной литературы, оставившим «сравнительно небогатое наследие». Произведения И. Шайбекова (наряду с А. Джутакеевым, Алдаша Молдо и других), созданные в письме и распространенные либо в списках или выученные наизусть в отрывках, имеют характер «документа», где литературно описываются человеческие истории, трагедии, являются «свидетельством» того времени. Критик и литературовед А. Жирков отнёс Исака Шайбекова к зачинателям современной киргизской письменной словесности.

## Влияние
В начале осени 1918 года, когда Базаркул Данияров ездил по хозяйственным поручениям своих «попечителей» из Курдая в Верный, он встретил Шайбекова, который был близко знаком с его старшим братом Бакиром Данияровым. В аиле Каинды Шайбековы и Данияровы жили рядом, эта встреча, по мнению исследователей, оказалась судьбоносной для Базаркула. Описанное событие сыграло поворотную роль в его жизни. Именно с этого момента открылась дорога Базаркула в учительскую профессию, начался его путь к просветительству. Сам Базаркул так описывает эту встречу:
«В то время казахи со своим сыном возили из Алматы зерно. Я же тогда сопровождал их повозку. Когда я во второй раз отправился на волах, мне встретился знакомый по имени Шайбеков. Он ехал на областной съезд бедняков от имени пишпекских батраков. Зная, что к этому времени я был уже грамотный, он мне рассказал про курсы в Алматы, и сам меня отвёз и устроил на курсы. Это было примерно в октябре 1918 года».

## Память
В 1977 году его стихотворения «О, сладки денежки твои…» (в пер. М. Ватагина) и «Горемычный народ» (в пер. М. Петровых) вошли в антологию «Поэзия народов СССР XIX — начала XX века» от издательства «Художественная литература». В Национальной библиотеке Кыргызстана, в честь 140-летия Исака Шайбекова, прошла выставка «Кайран элдин акыны», где были представлены его книги, а также газетные и журнальные статьи о его творчестве.